# Bobby Lowther
Robert Carswell Lowther, detto Bobby (Houston, 14 dicembre 1923 – Alexandria, 23 marzo 2015), è stato un cestista, astista, giavellottista e triplista statunitense, professionista nella NBL.

## Carriera
Giocò per una stagione nella NBL, disputando complessivamente 24 partite con 1,9 punti di media.